# 祥符区
祥符区史称祥符县、开封县，是中华人民共和国河南省开封市下属的一个市辖区，地处开封市中心城区的东部和南部，北依黄河。常住总人口67.03万人。

## 历史
祥符区辖区在春秋时期为郑国属地，战国时期属魏国，为都城大梁之所在。秦朝时设浚仪县，属砀郡。西汉时属兖州刺史部陈留郡，东汉因袭前制。三国时期属曹魏管辖，改隶陈留国，西晋承袭魏制。北魏太和十八年（494年）废除陈留郡和浚仪县，孝昌二年（526年）又恢复。东魏时在此设梁州，北周时改置汴州。隋朝初年废陈留郡，大业初年又废汴州，浚仪县划归荥阳郡管辖。唐武德年间复置汴州，浚仪县属之。贞观元年（627年），开封县并入浚仪县。延和元年（712年）复置开封县，亦属汴州管辖。五代十国时期，后梁、后晋、后汉、后周均以开封为都城，称东京，置开封府，此地属之，后唐时期则属汴州。北宋时期定都开封，仍称东京，同时置开封府。宋真宗大中祥符二年（1009年），以年号改浚仪县为祥符县，同时又置开封县，均属开封府管辖。此时的祥符县为京畿重地，富甲天下。金贞元元年（1153年）称汴京为南京，并置开封府，分别以开封县和祥符县为其东、西附郭。元至元二十五年（1288年）将南京路改称汴梁路，仍以此两县为附郭。明朝初年，开封县并入祥符县，仍属开封府。清承明制，政区建制及隶属关系不变。
中华民国二年（1913年），祥符县易名为开封县。次年改置开封道，道治驻开封县。1932年划归河南省第一行政督察区。1935年11月改县为市，次年5月又改称县。1948年10月析置开封市，开封县治迁至朱仙镇，1949年9月又迁至黄龙寺（现祥符区中心所在），属陈留专区。1952年6月，陈留专区与郑州专区合并，称郑州专区，开封县属之。1955年1月，郑州专区改名为开封专区。1957年5月，撤销陈留县并划归开封县。1960年8月撤销开封县，划归开封市，1961年10月又恢复开封县建制，属开封专区。1971年11月划归开封市，1977年3月属开封地区。1983年9月开封地区撤销，设立地级开封市，开封县属之。2014年，国务院关于同意河南省调整开封市部分行政区划的批复（国函〔2014〕121号）中批复撤销开封县，设立开封市祥符区，以原开封县的行政区域为祥符区的行政区域，区人民政府驻城关镇县府东街18号。

## 人口
根據全國第七次人口普查數據顯示，截至2020年11月1日零時，祥符區常住人口672139人。

## 行政区划
祥符区下辖1个街道办事处、6个镇、8个乡：
城东街道、陈留镇、仇楼镇、八里湾镇、曲兴镇、朱仙镇、罗王镇、半坡店乡、刘店乡、袁坊乡、杜良乡、兴隆乡、西姜寨乡、万隆乡和范村乡。